# John Ackroyd
John Ackroyd (* 1868 in Radford, Nottingham oder Heanor; † 11. November 1927 in Heanor) war ein englischer Fußballspieler.

## Karriere
Ackroyd bildete Ende Dezember 1887 erstmals mit Harry Daft die linke Angriffsseite von Notts County und traf bei dem 4:0-Sieg gegen die Walsall Swifts einmal. In den folgenden Wochen bestritt Ackroyd drei weitere Partien, letztmals am 21. Januar 1888 bei einer 0:8-Niederlage gegen die Notts Rangers. Während Notts County ab Herbst 1888 an der neu geschaffenen Football League teilnahm, spielte Ackroyd inzwischen beim Lokalrivalen Notts Olympic. Im Februar 1890 berichtete die Athletic News anlässlich eines 4:4-Unentschiedens gegen Heanor Town, dass Notts Olympic unter anderem seit Ackroyd an Geschwindigkeit zugelegt hat, weil er sich als Pedestrian betätigte, auftrumpft. So zählte er bei einem Wettkampf im Februar 1890 auf dem Castle Ground in Nottingham zu den Favoriten.
In den folgenden Monaten schloss er sich Heanor Town an, wobei Olympic in der Folge erfolglos bei der Football Association beantragte, Ackroyd aushilfsweise einsetzen zu dürfen. Im Oktober 1890 vermerkte ein Korrespondent über Ackroyd, dass er mit „seinen langen Beinen in der Lage sei, an [seinem Gegenspieler] vorbeizugehen, als würde er Siebenmeilenstiefel tragen“. Zur Saison 1891/92 schloss sich Ackroyd dem in der Football Alliance spielenden Klub Grimsby Town an, bei denen er den zum FC Middlesbrough gewechselten schottischen Nationalspieler David Black ersetzte. In seiner ersten Saison war Ackroyd mit 13 Treffern in 20 Ligaeinsätzen mit Abstand bester Torschütze des Klubs, zudem gelang in der zweiten Qualifikationsrunde des FA Cups gegen Boston Town mit einem 10:0-Sieg (ein Treffer Ackroyds) ein bis heute gültiger Vereinsrekord.
In der Folgesaison bildeten der Großteil der Teams der Football Alliance die neu geschaffene Second Division der Football League und Ackroyd trug beim historisch ersten Spiel des Klubs in der neuen Liga gegen Lincoln City mit einem Treffer zum 5:2-Erfolg bei. Im Saisonverlauf rückte er von der Position des linken Halbstürmers auf Rechtsaußen, mit zwölf Ligatoren, darunter das erste Strafstoßtor Grimsbys in der Football League (bei einer 1:3-Niederlage gegen Walsall Town Swifts), war er erneut bester Torschütze seiner Mannschaft, als die Saison auf einem respektablen vierten Platz abgeschlossen wurde.
Im September 1893 wurde Ackroyd ein Benefizspiel zuteil, bei dem Grimsby Town gegen eine Nottinghamshire-Auswahl antrat, die in der Aufstellung William Brown (Nottingham Forest) –  Thompson (Mansfield Town), Tom McLean (Notts County) – Charlie Bramley (Notts), sein langjähriger Freund Bob Jardine (Heanor Town), Alf Shelton (Notts) – J. H. Mann (Notts), Taylor (zuletzt Bulwell), Horace Pike (Forest), George Geary (Forest), Harry Daft (Notts) spielte. Die Partie vor „nur 600 oder 700 Zuschauern“ wurde mit je 35 Minuten langen Halbzeiten ausgetragen und endete mit einem 5:1 (zwei Tore von Ackroyd) für Grimsby. Nachdem er in der Saison 1893/94 seltener zum Einsatz gekommen war und auch seine Torquote nachgelassen hatte, schloss er sich zur Saison 1894/95 dem Ligakonkurrenten Rotherham Town an. Sein dortiges Debüt verzögerte sich um einige Wochen, weil er im Mai 1894 von einem Notfallkomitee der Football Association wegen eines nicht näher benannten Fehlverhaltens bis 14. September gesperrt worden war. In seinen ersten beiden Einsätzen gelang ihm jeweils ein Treffer, in den folgenden 15 Pflichtspielauftritten kam aber nur noch ein Tor dazu; und nachdem er seinen Platz im Team im November verloren hatte, kam er bis Saisonende teils auch als Mittelläufer zum Einsatz. Daneben musste er sich im Februar 1895 vor Gericht verantworten, weil er im selben Monat um kurz vor Mitternacht mit seinem Schwager kämpfend in einem Hof von der Polizei aufgegriffen worden war. Die beiden Beklagten gaben unter Gelächter der Zuschauer im Gerichtssaal an, sich darüber gestritten zu haben, welches die beiden besten Teams in Rotherham seien. Beide wurden zu einer Strafe von £5 auf Bewährung und zur Übernahme der Gerichtskosten verurteilt.
Im Sommer 1895 kehrte Ackroyd zu Heanor Town in die Midland League zurück, die sich neben Ackroyd mit Brookes (Derby County), Thomas Jeacock (Nottingham Forest) und Andrew Whitelaw (Leicester Fosse) mit einigen weiteren Football-League-Spielern verstärkten. Mit Heanor erreichte er 1897 nochmals die erste Hauptrunde des FA Cups, in der man im Wiederholungsspiel gegen Southampton St Mary’s ausschied. In der Midland League, in der der Klub bis 1900 spielte, erzielte er mindestens 35 Tore. Ackroyd war fußballerisch noch mindestens bis 1901 für Heanor Town aktiv. Bis zum Ersten Weltkrieg trat er für den Heanor Town Cricket Club in Erscheinung, dessen Präsident und Schatzmeister er später war.
Seinen Lebensunterhalt verdiente Ackroyd nach seiner Fußballerlaufbahn im Textilgewerbe (lace worker) in Heanor, war Sekretär der Lace Traders’ Union und erster Präsident der Heanor Labour Union. Sein Sohn Archie Ackroyd (1897–1968) war als Cricketspieler für den Derbyshire CCC aktiv. Ackroyd starb 59-jährig im November 1927 nach langer Krankheit, er hinterließ drei Söhne und eine Tochter.